# ノナコサン
ノナコサン （英語: nonacosane）は、分子式が C29H60 、構造式が CH3(CH2)27CH3 の直鎖アルカンである。1,590,507,121種の構造異性体が存在する。
ノナコサンは天然に存在し、Orgyia leucostigma（蛾）のフェロモン成分であることが報告されており、メスのAnopheles stephensi（蚊）を含むいくつかの昆虫の化学伝達にノナコサンが役割を果たしていることが示唆されている。
ノナコサンはいくつかの精油にも含まれている。また、化学合成することもできる。